# Aspen Valley (California)
Aspen Valley es un área no incorporada ubicada en el condado de Tuolumne en el estado estadounidense de California.

## Geografía
Aspen Valley se encuentra ubicada en las coordenadas 37°49′39″N 119°46′17″O / 37.82750, -119.77139.